# NGC 7781
NGC 7781 في الفهرس العام الجديد، هي مجرة، تقع في كوكبة الحوت. اكتشفت في 16 أغسطس 1830 بواسطة جون هيرشل.

## روابط خارجية
- NGC 7781 على موقع ويكي سكاي: DSS2, SDSS, GALEX, IRAS, Hydrogen α, X-Ray, Astrophoto, Sky Map, Articles and images